# Trogon viridis
O surucuá-de-barriga-amarela ou surucuá-de-barriga-dourada (Trogon viridis) é uma espécie de ave da família Trogonidae.

## Características
Mede aproximadamente 30 cm de comprimento e pesa 82 gramas. Apresenta dimorfismo sexual: o macho possui cabeça e parte superior do peito azul-escuros, pálpebra-azul clara e dorso verde, tornando-se mais azulado próximo do uropígio; as fêmeas possuem cabeça, peito e costas acinzentadas e a cauda barrada de negro.
Sua alimentação consiste basicamente de frutos, sendo complementada com a ingestão de artrópodes. Nidifica em ninhos de cupins ou em ocos de árvores, principalmente durante o verão, onde deposita de dois a três ovos brancos. O período de incubação é de aproximadamente 16 dias.
Vive em matas úmidas ou secas, tanto em baixadas como nas montanhas. Ocorre do Panamá e Trinidad à Bolívia, e do Brasil amazônico e oriental para o sul até o litoral norte de Santa Catarina.

## Subespécies
São reconhecidas duas subespécies:
- Trogon viridis viridis (Linnaeus, 1766) - ocorre na Colômbia a Leste da Cordilheira dos Andes até o Norte da Bolívia e no Brasil; ocorre também na Ilha de Trinidad no Caribe;
- Trogon viridis melanopterus (Swainson, 1838) - ocorre na porção tropical Sudeste do Brasil, do estado da Bahia até o estado de São Paulo.